# マニラ湾

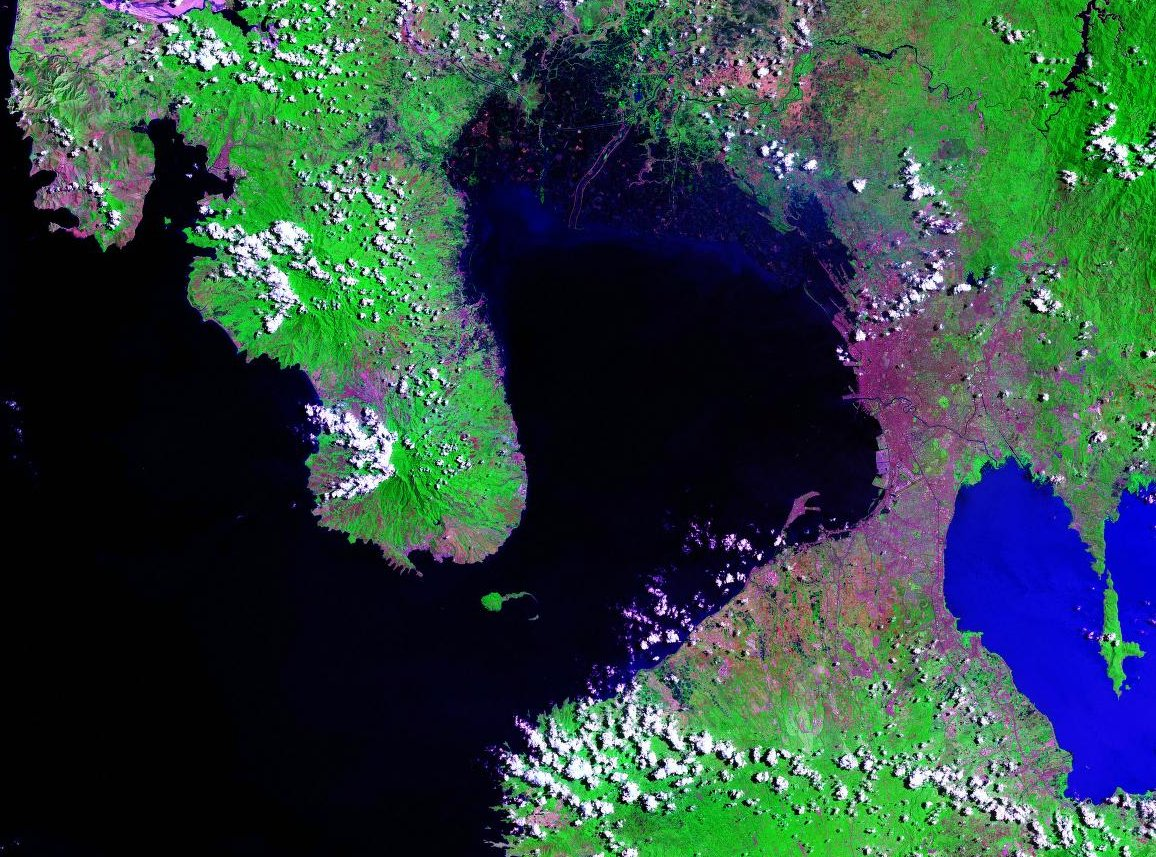
マニラ湾

マニラ湾（マニラわん、Manila Bay）は、フィリピンのルソン島中部・首都マニラの西に広がる湾である。

## 概要
湾は西側に開けており、南シナ海と結ばれている。湾口は、バターン半島がせり出しているため、狭くなっており、またコレヒドール島等が存在している。湾内は良港となっており、主要港湾として、東部にマニラ港、南部にカビテ港などがある。
この湾は、夕陽が美しいことで有名である。東側にあるバエ湖とはパシッグ川でつながっている。
1898年にはマニラ湾海戦が行われている。